# Vem kan vad
Vem kan vad är ett TV-program på SVT, producerat av Fremantle. Första säsongen sändes på fredagar från den 15 januari till den 5 mars 2021 med Clara Henry som programledare. Programmet handlar om att två par av svenska kändisar tävlar mot varandra i att koppla ihop övriga programdeltagare med deras hemliga talang och svara rätt på frågor i koppling till dessa aktiviteter för att samla ihop flest poäng och bli kvällens vinnare.

## Upplägg
Inför varje avsnitt har tio okända personer valts ut, varav åtta har varsin distinkta talang. Paren får på förhand veta vilka åtta aktiviteter det rör sig om. En person i taget kommer upp på scenen och ger en kort presentation av sig själv och sitt liv och utifrån detta och personens beteende och utseende skall paren gissa vilken talang som den personen har. Därefter får personen utöva sin talang för att avslöja vad som var det rätta svaret. Gissar ett par rätt får det fem poäng. Efter vart tredje talang kommer en frågerunda på tre frågor vars ämne är den senaste personens talang. Under varje fråga får paret som trycker först på sin knapp svara först (även om frågan inte hunnits ställas ännu). Svarar paret rätt får det ett poäng för frågan. Svarar paret fel går frågan över till det andra paret. Rätt svar på en fråga ger ett poäng. 
När bara två talanger återstår är det dags för "50/50". Då kan man få 10 poäng om man gissar rätt talang, men man har möjligheten att välja att få upp till fem ledtrådar; för varje ledtråd minskar den möjliga poängen med två poäng. Den första ledtråden är dock gratis och levereras per automatik, utan att man får se personen ifråga. Gissar man fel får man istället minus den poängnivå man var på. Sedan är det dags för final. Då kommer tre personer upp på scenen och presenterar sig själva och paren skall gissa vem som utövar den sista talangen. Paren skall göra detta genom att valfritt fördela sina poäng på de olika kandidaterna och får sedan behålla de poäng som de placerade på rätt person. Lägger ett par alla sina poäng på samma person dubblas automatiskt antalet poäng som paret fördelar på den personen. Skulle lagen ha samma antal poäng efter finalen avgörs tävlingen genom en utslagsfråga. Personerna i det vinnande laget får ett fysiskt pris som man kan hålla i handen.

## Säsonger
Första säsongen bestod av lag Erik och lag Farah, som alltid innehöll Erik Ekstrand respektive Farah Abadi, med två nya gästtävlanden i respektive avsnitt som placerades i respektive lag. Lag Erik blev dock lag Ellen i det sista avsnittet då Ellen Bergström vikarierade för Erik.